# Axdir (Driuch)
Axdir (pronunciado [aʃ'diɾ], en árabe: أجدير‎, en lenguas bereberes: ⴰⵊⴷⵉⵔ, en francés: Ajdir) es una localidad marroquí perteneciente al municipio de Tensamán, en la región Oriental. Desde 1912 hasta 1956 perteneció a la zona norte del Protectorado español de Marruecos.